# Sprengtechnik
Die Sprengtechnik ist ein Teilgebiet der Technik, Physik und der Mathematik. Sie beschäftigt sich mit Sprengungen und deren Sprengkräften, Sprengrichtungen, Sprengsubstanzen, Spreng-Anwendungsgebiete und Sprenggehäusen.
Dabei wird unterschieden in die Teilgebiete
- Quell- oder Presssprengen
- Brisanzsprengen

## Quellsprengen
Ein homogener Stoff kann durch das Einwirken gerichteter Kräfte längs einer definierten Trennlinie getrennt werden. Diese sehr alte Technik wurde bereits in der Jungsteinzeit angewandt. Dazu werden z. B. in einem Steinbruch längs der Trennlinie für einen Steinquader Löcher gebohrt, deren Tiefe die Höhe des Quaders bestimmen. Anschließend werden einige oder alle Löcher mit einem quellfähigen Stoff (z. B. Holz, Hanf) gefüllt. Gibt man nun Wasser zu dem Quellstoff hinzu, so saugt dieser das Wasser auf und dehnt sich aus. Die dabei entstehenden Kräfte wirken in alle Richtungen gleich stark. Der Abstand zur nächsten freien Fläche (nächstes Leerloch oder Außenwand) ist der Weg des geringsten Widerstandes. Das Materialgefüge reißt längs dieser Linie auf und es entstehen Haarrisse bis hin zu Spalten. Da sie keine explosionsfähigen Stoffe enthalten unterliegen sie auch nicht dem Sprengstoffrecht.

## Brisanzsprengen
Durch den Einsatz von Sprengstoffen wird das Materialgefüge des zu sprengenden Stoffes verändert bzw. zerstört. Dieser Effekt beruft sich im Wesentlichen auf drei Größen:
- Druck
- Temperatur
- Geschwindigkeit

Der Druckanstieg pro Zeitspanne wird auch als Detonationsimpuls bezeichnet. Solch ein sehr kurzer und äußerst heftiger Schlag ist in der Lage, Materialgefüge (z. B. Gitterstrukturen bei Metallen) zu verändern oder zu zerreißen. Die Temperaturentwicklung spielt dagegen bei den meisten Sprengverfahren eine untergeordnete Rolle, trägt aber auch ihren Anteil zum Sprengergebnis bei. Typische Werte für Detonationsdrücke liegen im Bereich von mehreren tausend Bar, die Detonationsgeschwindigkeiten erreichen bis zu 10.000 m/s.
Durch den Detonationsimpuls wird das Sprengobjekt mikrostrukturell zertrümmert. Der nachfolgende Gasdruck der sog. Sprengschwaden „bläst“ die entstandenen Fragmente aus der Sprengzone.
Auch andere Anwendungen detonativer Stoffe sind belegt. So können z. B. durch Sprengschweißen nichtschweißbare Materialien miteinander untrennbar verbunden werden. Ebenso werden Prägeeindrücke durch Sprengplatinieren dauerhaft abgebildet. Die wichtigsten Anwendungen jedoch sind das Gewinnen von Rohstoffen (Erz, Kohle, Salz, Stein), der Bau von Tunnels und Straßen sowie der Gebäuderückbau.
Der Umgang mit explosionsgefährlichen Stoffen – also mit Sprengstoffen und Zündmitteln oder Gegenständen, die solche enthalten – ist in Deutschland nur mit einer behördlich ausgestellten Befähigung nach § 20 bzw. § 27 Sprengstoffgesetz gestattet.